# Eurysquilloides
Eurysquilloides is een geslacht van kreeftachtigen uit de klasse van de Malacostraca (hogere kreeftachtigen).

## Soort
- Eurysquilloides sibogae (Hansen, 1926)